# 반복강박
반복강박(反復強迫, Repetition compulsion)은 트라우마적 사건이나 환경을 반복하는 무의식적 경향을 말한다. 상징적으로 혹은 말 그대로 사건을 재현하거나 사건이 다시 일어날 가능성이 있는 상황에 자신을 밀어 넣는 형태를 취한다. 또한 반복강박은 발상한 일의 기억과 감정이 반복되는 꿈의 형태를 취하기도 하고, 정신병에서는 환각이 발생하기도 한다.
"프로이트의 정신 생활 이해에서의 핵심요소로서, '반복강박'은 ... 초기 생애에서 어렵거나 고통을 주는 행동 패턴을 끊임없이 반복하는 것을 말한다(key component in Freud's understanding of mental life, 'repetition compulsion' ... describes the pattern whereby people endlessly repeat patterns of behaviour which were difficult or distressing in earlier life)"라고 한다.

## 프로이트

### 최초의 정의
지그문트 프로이트의 "반복강박"(독일어: Wiederholungszwang) 개념은 1914년의 기사 Erinnern, Wiederholen und Durcharbeiten("기억, 반복, 작용")에 처음 정의되었다. 여기에서 그는 어떻게 "환자가 잊고 반복하는 것의 무언가를 기억하지 않으며, 물론 그것을 반복하고 있다는 것을 모른채 그렇게 행동하는 것 ... 예를 들어 환자는 자신은 부모의 권위에 도전적이고 비판적이었다고 기억한다고 말하지 않고, 대신 의사에게 그렇게 행동하는지(the patient does not remember anything of what he has forgotten and repressed, he acts it out, without, of course, knowing that he is repeating it ... For instance, the patient does not say that he remembers that he used to be defiant and critical toward his parents' authority; instead, he behaves in that way to the doctor)"를 설명한다.
더 나아가 프로이트는 1920년 수필 쾌락 원리의 저편에서 반복강박을 추가로 탐구하였으며 반복강박의 4가지 관점을 기술하였다. 첫 번째는 트라우마적 신경증에서 발생하는 꿈은 환자를 자신의 사고 사건으로 모는 특징이 있다는 것이다. 두 번째는 어린이의 놀이에서 비롯된다는 것이다. 세 번째는 과거에 속한 것을 기억하는 대신에 억눌린 것을 현재의 경험으로 강요받는 것이다. 네 번째는 운명 신경증(destiny neurosis)이다.

## 같이 보기
- 플래시백 (심리현상)
- 지그문트 프로이트